# Yung Pi-hock
Yung Pi-hock (楊比福T, Yáng BǐfúP; 4 novembre 1930) è un ex cestista taiwanese.

## Carriera
Con Taiwan ha disputato i Giochi olimpici di Melbourne 1956 e i Campionati mondiali del 1954.